# Estratónice de Capadocia
Estratónice de Capadocia (en griego antiguo: Στρατoνίκη, romanizado: Stratoniké; fl. siglo III a. C.) o Estratónice III era una hija de Antíoco II Teos que se casó con Ariarates III, rey de Capadocia, y fue la madre de su hijo.
Antíoco II Teos estaba casado con Laodice I, hija de Aqueo; tuvieron dos hijos y dos hijas, sus hijos fueron Seleuco II Calínico y Antígono Hierax. De sus hijas, una se casó con Mitrídates, y hacia el año 257 a. C., Antíoco II Teos dispuso que su otra hija, Estratónice, se casara con Ariarates III. Antíoco II Teos era hijo de Antíoco I Sóter y Estratónice, hija de Demetrio Poliorcetes.
Por su matrimonio con Ariarates III, Estratonice se convirtió en la primera reina de Capadocia. Tuvieron un hijo llamado Ariarates IV de Capadocia.